# Salvatore Amitrano
Salvatore Amitrano, italijanski veslač, * 3. december 1975, Castellammare di Stabia.
Amitrano je pripadnik italijanske državne policije, za Italijo pa je kot član lahkega četverca brez krmarja na Poletnih olimpijskih igrah 2004 v Atenah osvojil bronasto medaljo. Nastopil je tudi na Olimpijadi leta 2008 v Pekingu.